# Arcytophyllum ciliolatum
Arcytophyllum ciliolatum är en måreväxtart som beskrevs av Paul Carpenter Standley. Arcytophyllum ciliolatum ingår i släktet Arcytophyllum och familjen måreväxter. Inga underarter finns listade i Catalogue of Life.